# 헤인리크 마르크
헤인리크 마르크(에스토니아어: Heinrich Mark, 1911년 10월 1일 러시아 제국 리보니아 현(현재의 에스토니아 펄바 주) ~ 2004년 8월 2일 스웨덴 스톡홀름)는 에스토니아의 정치인이다.
1933년부터 1938년까지 타르투 대학교 법학과에 재학했으며 1938년부터 1940년까지 초등학교 교사로 재직했다. 제2차 세계 대전 이 진행 중이던 1943년에 핀란드로 망명했고 1944년에는 스웨덴으로 이주했다.
1953년부터 1971년까지 에스토니아 망명 정부 국무부 장관을 역임했으며 1971년 5월 8일부터 1990년 3월 1일까지 에스토니아 망명 정부 총리 권한대행을 역임했다. 1990년 3월 1일부터 1992년 10월 6일까지 에스토니아 망명 정부 총리 겸 대통령을 역임했다.

## 같이 보기
- 엔노 펜노